# Kvalifikace na Mistrovství světa ve fotbale 2010 (UEFA)
Kvalifikace na Mistrovství světa ve fotbale 2010 zóny UEFA určila 13 účastníků finálového turnaje. Evropská kvalifikace začala v srpnu 2008 po Mistrovství Evropy ve fotbale 2008. Týmy byly rozděleny do osmi skupin po šesti týmech a jedné pětičlenné skupiny. Devět vítězů jednotlivých skupin postoupilo přímo na mistrovství světa. Osm nejlepších týmů na druhých místech hrálo baráž o zbylé čtyři místenky.

## Skupina 1
| Tým         | Z  | V | R | P | GV | GI | +/- | B  |
| ----------- | -- | - | - | - | -- | -- | --- | -- |
| Dánsko      | 10 | 6 | 3 | 1 | 16 | 5  | 11  | 21 |
| Portugalsko | 10 | 5 | 4 | 1 | 17 | 5  | 12  | 19 |
| Švédsko     | 10 | 5 | 3 | 2 | 13 | 5  | 8   | 18 |
| Maďarsko    | 10 | 5 | 1 | 4 | 9  | 7  | 2   | 16 |
| Albánie     | 10 | 1 | 4 | 5 | 6  | 13 | -7  | 7  |
| Malta       | 10 | 0 | 1 | 9 | 0  | 26 | -26 | 1  |

- Dánsko postoupilo na Mistrovství světa ve fotbale 2010.
- Portugalsko se zúčastnilo baráže.

## Skupina 2
| Tým         | Z  | V | R | P | GV | GI | +/- | B  |
| ----------- | -- | - | - | - | -- | -- | --- | -- |
| Švýcarsko   | 10 | 6 | 3 | 1 | 18 | 8  | 10  | 21 |
| Řecko       | 10 | 6 | 2 | 2 | 20 | 10 | 10  | 20 |
| Lotyšsko    | 10 | 5 | 2 | 3 | 18 | 15 | 3   | 17 |
| Izrael      | 10 | 4 | 4 | 2 | 20 | 10 | 10  | 16 |
| Lucembursko | 10 | 1 | 2 | 7 | 4  | 25 | -21 | 5  |
| Moldavsko   | 10 | 0 | 3 | 7 | 6  | 18 | -12 | 3  |

- Švýcarsko postoupilo na Mistrovství světa ve fotbale 2010.
- Řecko se zúčastnilo baráže.

## Skupina 3
| Tým           | Z  | V | R | P  | GV | GI | +/- | B  |
| ------------- | -- | - | - | -- | -- | -- | --- | -- |
| Slovensko     | 10 | 7 | 1 | 2  | 22 | 10 | 12  | 22 |
| Slovinsko     | 10 | 6 | 2 | 2  | 18 | 4  | 14  | 20 |
| Česko         | 10 | 4 | 4 | 2  | 17 | 6  | 11  | 16 |
| Severní Irsko | 10 | 4 | 3 | 3  | 13 | 9  | 4   | 15 |
| Polsko        | 10 | 3 | 2 | 5  | 19 | 14 | 5   | 11 |
| San Marino    | 10 | 0 | 0 | 10 | 1  | 47 | -46 | 0  |

- Slovensko postoupilo na Mistrovství světa ve fotbale 2010.
- Slovinsko se zúčastnilo baráže.

## Skupina 4
| Tým             | Z  | V | R | P | GV | GI | +/- | B  |
| --------------- | -- | - | - | - | -- | -- | --- | -- |
| Německo         | 10 | 8 | 2 | 0 | 26 | 5  | 21  | 26 |
| Rusko           | 10 | 7 | 1 | 2 | 19 | 6  | 13  | 22 |
| Finsko          | 10 | 5 | 3 | 2 | 14 | 14 | 0   | 18 |
| Wales           | 10 | 4 | 0 | 6 | 9  | 12 | -3  | 12 |
| Ázerbájdžán     | 10 | 1 | 2 | 7 | 4  | 14 | -10 | 5  |
| Lichtenštejnsko | 10 | 0 | 2 | 8 | 2  | 23 | -21 | 2  |

- Německo postoupilo na Mistrovství světa ve fotbale 2010.
- Rusko se zúčastnilo baráže.

## Skupina 5
| Tým                 | Z  | V  | R | P | GV | GI | +/- | B  |
| ------------------- | -- | -- | - | - | -- | -- | --- | -- |
| Španělsko           | 10 | 10 | 0 | 0 | 28 | 5  | 23  | 30 |
| Bosna a Hercegovina | 10 | 6  | 1 | 3 | 25 | 13 | 12  | 19 |
| Turecko             | 10 | 4  | 3 | 3 | 13 | 10 | 3   | 15 |
| Belgie              | 10 | 3  | 1 | 6 | 13 | 20 | -7  | 10 |
| Estonsko            | 10 | 2  | 2 | 6 | 9  | 24 | -15 | 8  |
| Arménie             | 10 | 1  | 1 | 8 | 6  | 22 | -18 | 4  |

- Španělsko postoupilo na Mistrovství světa ve fotbale 2010.
- Bosna a Hercegovina se zúčastnila baráže.

## Skupina 6
| Tým        | Z  | V | R | P  | GV | GI | +/- | B  |
| ---------- | -- | - | - | -- | -- | -- | --- | -- |
| Anglie     | 10 | 9 | 0 | 1  | 34 | 6  | 28  | 27 |
| Ukrajina   | 10 | 6 | 3 | 1  | 21 | 6  | 15  | 21 |
| Chorvatsko | 10 | 6 | 2 | 2  | 19 | 13 | 6   | 20 |
| Bělorusko  | 10 | 4 | 1 | 5  | 19 | 14 | 5   | 13 |
| Kazachstán | 10 | 2 | 0 | 8  | 11 | 29 | -18 | 6  |
| Andorra    | 10 | 0 | 0 | 10 | 3  | 39 | -36 | 0  |

- Anglie postoupila na Mistrovství světa ve fotbale 2010.
- Ukrajina se zúčastnila baráže.

## Skupina 7
| Tým             | Z  | V | R | P | GV | GI | +/- | B  |
| --------------- | -- | - | - | - | -- | -- | --- | -- |
| Srbsko          | 10 | 7 | 1 | 2 | 22 | 8  | 14  | 22 |
| Francie         | 10 | 6 | 3 | 1 | 18 | 9  | 9   | 21 |
| Rakousko        | 10 | 4 | 2 | 4 | 14 | 15 | -1  | 14 |
| Litva           | 10 | 4 | 0 | 6 | 10 | 11 | -1  | 12 |
| Rumunsko        | 10 | 3 | 3 | 4 | 12 | 18 | -6  | 12 |
| Faerské ostrovy | 10 | 1 | 1 | 8 | 5  | 20 | -15 | 4  |

- Srbsko postoupilo na Mistrovství světa ve fotbale 2010.
- Francie se zúčastnila baráže.

## Skupina 8
| Tým        | Z  | V | R | P | GV | GI | +/- | B  |
| ---------- | -- | - | - | - | -- | -- | --- | -- |
| Itálie     | 10 | 7 | 3 | 0 | 18 | 7  | 11  | 24 |
| Irsko      | 10 | 4 | 6 | 0 | 12 | 8  | 4   | 18 |
| Bulharsko  | 10 | 3 | 5 | 2 | 17 | 13 | 4   | 14 |
| Kypr       | 10 | 2 | 3 | 5 | 14 | 16 | -2  | 9  |
| Černá Hora | 10 | 1 | 6 | 3 | 9  | 14 | -5  | 9  |
| Gruzie     | 10 | 0 | 3 | 7 | 7  | 19 | -12 | 3  |

- Itálie postoupila na Mistrovství světa ve fotbale 2010.
- Irsko se zúčastnilo baráže.

## Skupina 9
| Tým        | Z | V | R | P | GV | GI | +/- | B  |
| ---------- | - | - | - | - | -- | -- | --- | -- |
| Nizozemsko | 8 | 8 | 0 | 0 | 17 | 2  | 15  | 24 |
| Norsko     | 8 | 2 | 4 | 2 | 9  | 7  | 2   | 10 |
| Skotsko    | 8 | 3 | 1 | 4 | 6  | 11 | -5  | 10 |
| Makedonie  | 8 | 2 | 1 | 5 | 5  | 11 | -6  | 7  |
| Island     | 8 | 1 | 2 | 5 | 7  | 13 | -6  | 5  |

- Nizozemsko postoupilo na Mistrovství světa ve fotbale 2010.
- Norsko se sice umístilo na 2. místě, ale v žebříčku týmů na 2. místech se umístilo na poslední deváté pozici, a tak si baráž nezahrálo.

## Baráž
Do baráže postoupilo nejlepších 8 týmů na druhých místech. Jeden tým tak přímo vypadl, přestože se umístil na druhé příčce. Do tohoto žebříčku se nepočítaly výsledky se šestými týmy v dané skupině, aby nebyla pětičlenná skupina znevýhodněna.

### Žebříček týmů na druhých místech
| Sk. | Tým                 | Z | V | R | P | VG | IG | +/- | B  |
| --- | ------------------- | - | - | - | - | -- | -- | --- | -- |
| 4   | Rusko               | 8 | 5 | 1 | 2 | 15 | 6  | +9  | 16 |
| 2   | Řecko               | 8 | 5 | 1 | 2 | 16 | 9  | +7  | 16 |
| 6   | Ukrajina            | 8 | 4 | 3 | 1 | 10 | 6  | +4  | 15 |
| 7   | Francie             | 8 | 4 | 3 | 1 | 12 | 9  | +3  | 15 |
| 3   | Slovinsko           | 8 | 4 | 2 | 2 | 10 | 4  | +6  | 14 |
| 5   | Bosna a Hercegovina | 8 | 4 | 1 | 3 | 19 | 12 | +7  | 13 |
| 1   | Portugalsko         | 8 | 3 | 4 | 1 | 9  | 5  | +4  | 13 |
| 8   | Irsko               | 8 | 2 | 6 | 0 | 8  | 6  | +2  | 12 |
| 9   | Norsko              | 8 | 2 | 4 | 2 | 9  | 7  | +2  | 10 |

### Zápasy
| Domácí v 1. zápase | Celkem    | Hosté v 1. zápase   | 1. zápas | 2. zápas  |
| ------------------ | --------- | ------------------- | -------- | --------- |
| Irsko              | 1 – 2     | Francie             | 0 – 1    | 1 – 1 (p) |
| Portugalsko        | 2 – 0     | Bosna a Hercegovina | 1 – 0    | 1 – 0     |
| Řecko              | 1 – 0     | Ukrajina            | 0 – 0    | 1 – 0     |
| Rusko              | 2 – 2 (v) | Slovinsko           | 2 – 1    | 0 – 1     |

- Z baráže na Mistrovství světa ve fotbale 2010 postoupily následující týmy:  Francie,  Portugalsko,  Řecko a  Slovinsko.